# Chiesa di San Giorgio (Brescia)
La chiesa di San Giorgio è una chiesa di Brescia, situata nell'omonima piazzetta San Giorgio, in via Gasparo da Salò, a nord di piazza della Loggia e poco oltre la chiesa di San Giuseppe. Edificata tra l'XI e XII secolo in stile romanico e rimaneggiata in periodo barocco, è rimasta chiusa al pubblico per parecchi decenni nel corso del Novecento ed è stata finalmente riaperta, dopo un radicale restauro, all'inizio del 2010.
Ad oggi contiene numerosi e importanti frammenti dell'originale decorazione pittorica duecentesca, affiancati agli affreschi barocchi del Seicento, mentre tutte le tele sono conservate nel vicino museo diocesano di Brescia. Attualmente è utilizzata come sala da concerti e per convegni e conferenze, ma è ancora consacrata. L'apertura della chiesa e quindi la sua fruizione alle visite è curata dai volontari per il patrimonio culturale del Touring Club Italiano.

## Storia
La fondazione della chiesa è stranamente ignorata dalle maggior parte delle guide cittadine settecentesche e ottocentesche, ma alcuni frammenti lapidei proverebbero l'esistenza in sito di un edificio di fondazione longobarda risalente al 800 circa. La struttura attuale, in base alla lettura dei conci regolari in pietra di medolo e alle decorazioni degli archetti delle monofore, fu realizzata tra l'XI e il XII secolo. Dalla fine del Cinquecento, la chiesa viene occupata dalla Confraternita di Santa Maria della Misericordia su iniziativa del nobile Alessandro Luzzago, istituita per l'assistenza ai carcerati e per dare sepoltura ai condannati a morte e, difatti, con sede originale nella chiesa di Sant'Agostino al Broletto. 
La sede della Confraternita verrà definitivamente trasferita qui alla metà del Settecento, dopo un crollo parziale delle volte nella chiesa di Sant'Agostino. È la stessa Confraternita ad operare, fra il Seicento e il Settecento, il rifacimento barocco della chiesa: vengono rifatte le tre cappelle laterali a nord (1639), la stessa navata nord viene chiusa all'altezza del presbiterio per inserire l'apparato dell'organo e l'interno viene completamente affrescato. Gli antichi pilastri alternato rotondi e quadrangolari romanici, vengono mascherati con strati di stucco, dando come risultato, per quelli quadrangolari, dei lisci pilastri cilindrici. All'esterno, invece, viene realizzata sempre nel 1639 la scenografica scalinata d'accesso a doppia rampa, mentre la facciata è opera del 1752 che riveste la facciata originale romanica. La Confraternita, come molti altri ordini religiosi, viene soppressa all'inizio dell'Ottocento e l'evento decreta l'inizio dell'abbandono della chiesa, che arriverà ad essere totale nella seconda metà del Novecento.
Dagli anni ottanta del secolo viene avviato il progetto di recupero con il restauro e trasferimento delle varie tele nel Museo Diocesano di Brescia, mentre negli anni successivi viene restaurato l'edificio, eliminando la maggior parte delle aggiunte barocche per mettere in evidenza l'originale struttura romanica. Anche la facciata, in gravi condizioni, è stata restaurata, mentre la scalinata è stata addirittura smontata, per permettere un più particolareggiato restauro, e infine rimontata. La chiesa è stata definitivamente riaperta al pubblico nei primi mesi del 2010 con la promozione di una serie di eventi al suo interno. Attualmente, la chiesa è ancora consacrata, ma non è più utilizzata come tale e si limita ad ospitare convegni e conferenze. Anche le tele, al momento, sono ancora tutte conservate all'interno del Museo Diocesano, tranne un san Giorgio conservato alla pinacoteca.

## Struttura

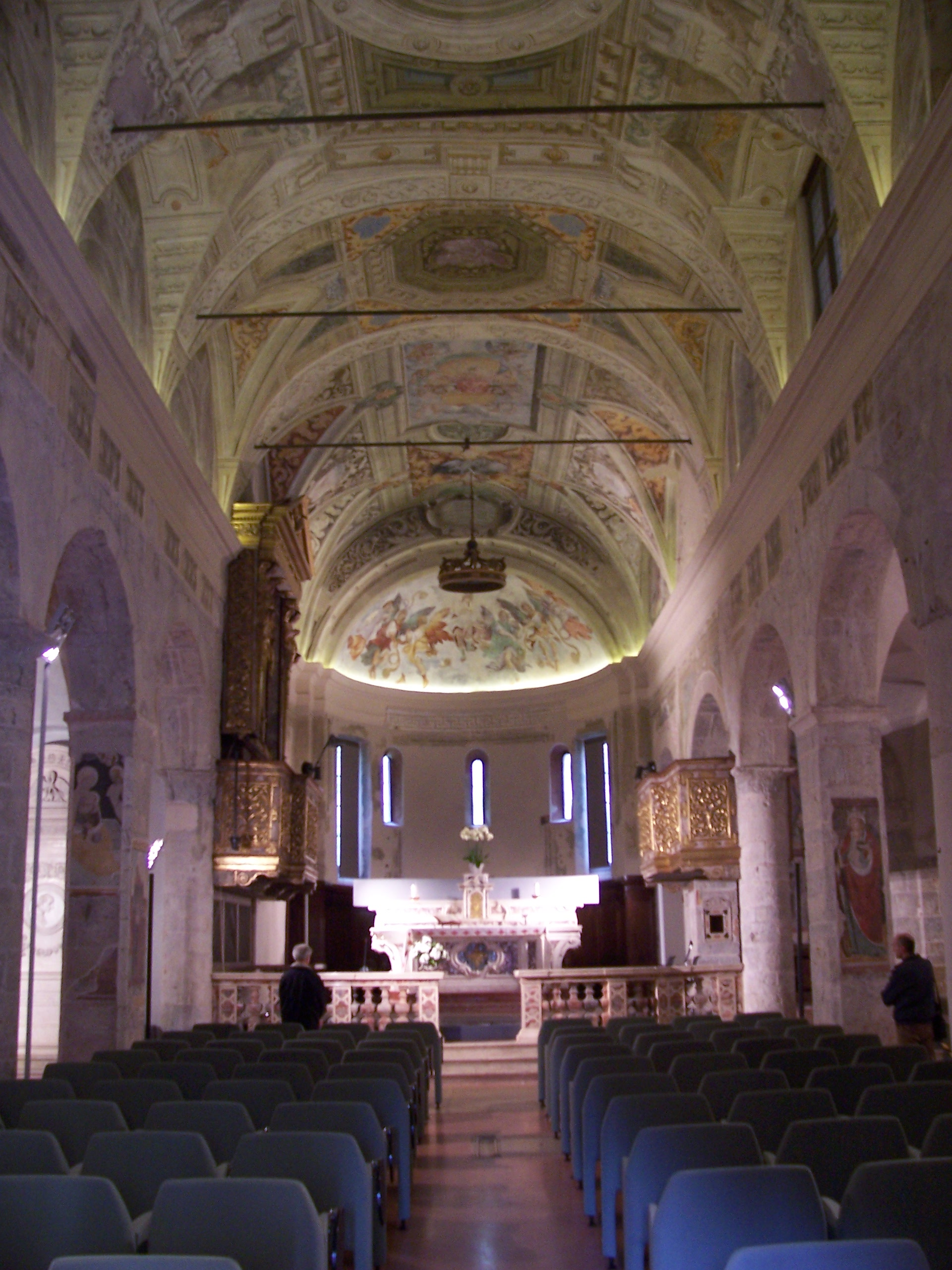
L'interno della chiesa

Dopo il restauro della seconda metà del Novecento, l'edificio ha riacquisito molto delle originali linee romaniche: i pilastri interni, che dividono la chiesa in tre navate, sono stati liberati dello strato di intonaco, così come i capitelli, estremamente semplici. I frammenti più importanti recuperati, comunque, restano i numerosi affreschi del Duecento che, in origine, decoravano completamente l'interno della chiesa. Ad oggi, l'esterno di rigido gusto settecentesco tradisce l'ambiguo interno, fondato su un misto di struttura romanica e altari barocchi, di affreschi duecenteschi e di pitture rinascimentali e seicentesche.

### Esterno

#### La facciata
La facciata della chiesa si pone leggermente di scorcio rispetto alla piazzetta antistante e dallo slargo che vi accede da Via Gasparo da Salò. Si compone di tre ordini principali: quello inferiore è completamente occupato dalla scenografica scalinata a doppia rampa aggiunta nel 1639. Essa si compone, in realtà, di ben tre rampe: la prima, di pianta semicircolare, conduce dal piano stradale a un primo pianerottolo, dal quale hanno inizio le due scalinate speculari a doppia rampa, con pianerottolo mediano. Fra di esse è posta una grande targa in marmo che commemora la realizzazione della scala. Conclude il percorso un ultimo pianerottolo, posto di fronte al portale della chiesa, che risulta quindi molto sopraelevato rispetto al piano stradale.
Il resto della facciata, fino a questo livello, è occupato da un liscio zoccolo di marmo. Ha inizio da qui il secondo ordine, cioè la facciata vera e propria della chiesa: diverse lesene di ordine toscano, poggianti sullo zoccolo inferiore, inquadrano i vari elementi della facciata, cioè il portale centrale in marmo e due finestre rettangolari laterali. Le due lesene centrali, più sporgenti, aiutano ad evidenziare il corpo centrale dell'edificio. Le varie lesene sostengono coerentemente una trabeazione decorata a metope e triglifi, molto aggettante.
Al di sopra si eleva il terzo e ultimo ordine di facciata, più stretto e rientrante rispetto a quello inferiore, al quale è raccordato attraverso le tradizionali volute. Parte delle lesene sottostanti vengono riprese per inquadrare un grande finestrone rettangolare centrale e per sostenere un timpano triangolare, che conclude il prospetto.

#### Il retro della chiesa

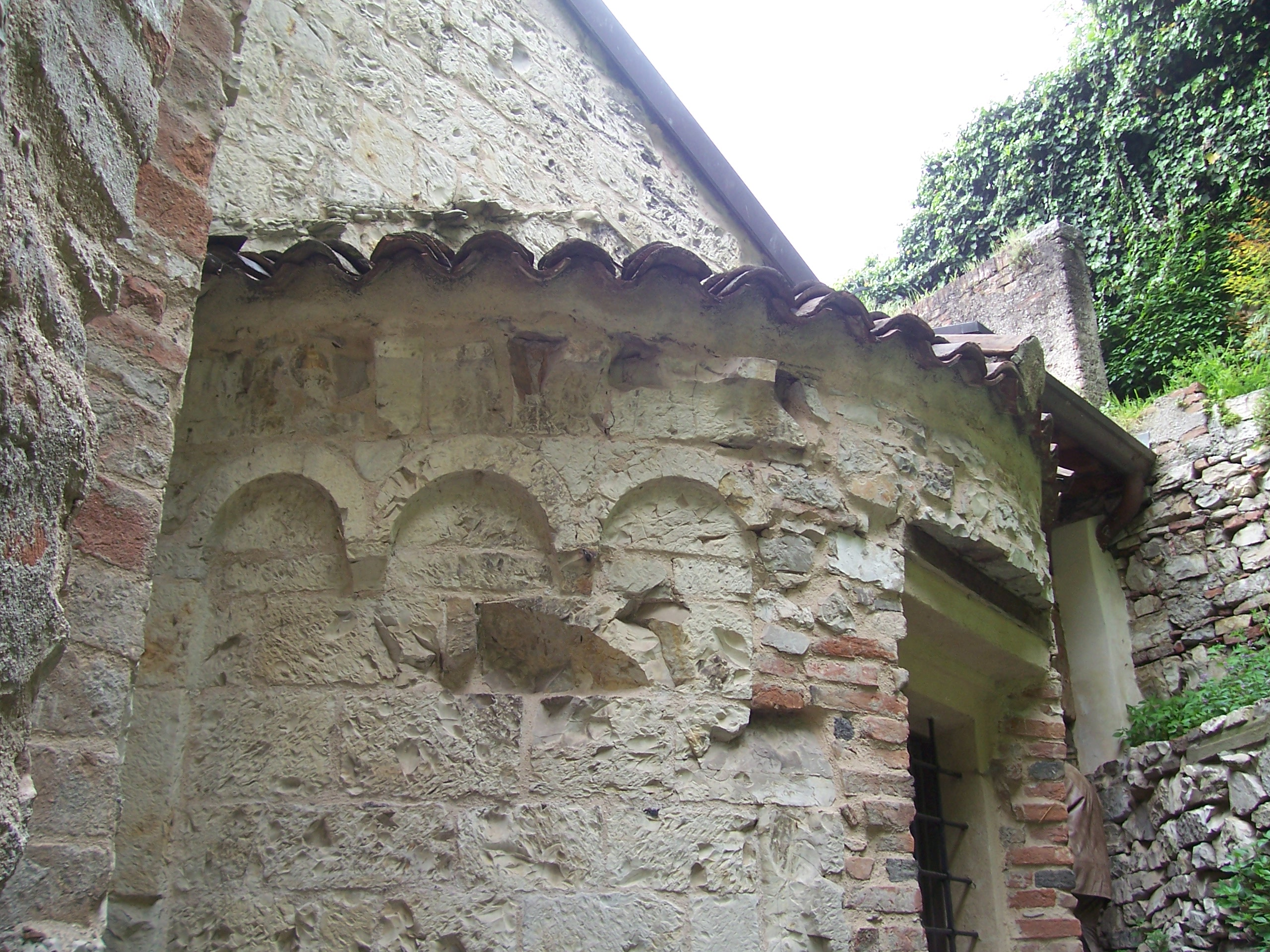
La decorazione esterna delle absidi

Il retro dell'edificio è accessibile dall'interno mediante un'uscita posta nell'anticamera della sacrestia. Da questo punto si accede direttamente sulle pendici del Colle Cidneo, dove un muro a secco di contenimento crea uno stretto vicolo fra il declivio e le absidi della chiesa. Subito a destra dell'edificio si apre una piccola cappella datata 1299, recante all'interno pochi ma evidenti frammenti di una Crocifissione del quattrocento.
L'esterno è decorato secondo in gusto gotico, con l'utilizzo alterno di mattoni e blocchi di medolo biancastro (la pietra che compone il colle). Dalla stessa posizione si può osservare anche il campanile della chiesa, che ha mantenuto l'originale struttura in blocchi di medolo; solo la parte più alta della torre è stata rimaneggiata a seguito del disastroso terremoto del giorno di Natale del 1222. Proseguendo a sinistra, invece, si costeggia le tre absidi della chiesa, due a conclusione delle navate laterali interne e una, quella centrale, più grande, a sfondo della navata principale. Nonostante l'apertura di finestre rettangolari in epoca barocca, probabilmente a sostituzione delle originali monofore, la struttura e le decorazioni originarie sono rimaste quasi completamente intatte.
Sotto la linea di gronda sono presenti ancora oggi le file di archetti in pietra, tradizionale decorazione per esterni romanica, interrotte sovente da semplici e piatte lesene che scendono lungo la parete e si collegano a uno zoccolo di base in rilievo. Quasi tutte queste lesene, però, sono state tagliate per aprire le finestre rettangolari prima accennate. In fondo allo stretto passaggio che costeggia le absidi si apre un locale coperto, oggi reso inaccessibile attraverso una cancellata, sul cui pavimento si aprono le tre botole dove venivano gettati i corpi dei condannati a morte, ai quali la Confraternita dava un minimo di sepoltura. Le camere sottostanti, tre in tutto, sono visibili dall'interno della chiesa (vedi dopo).

### Interno

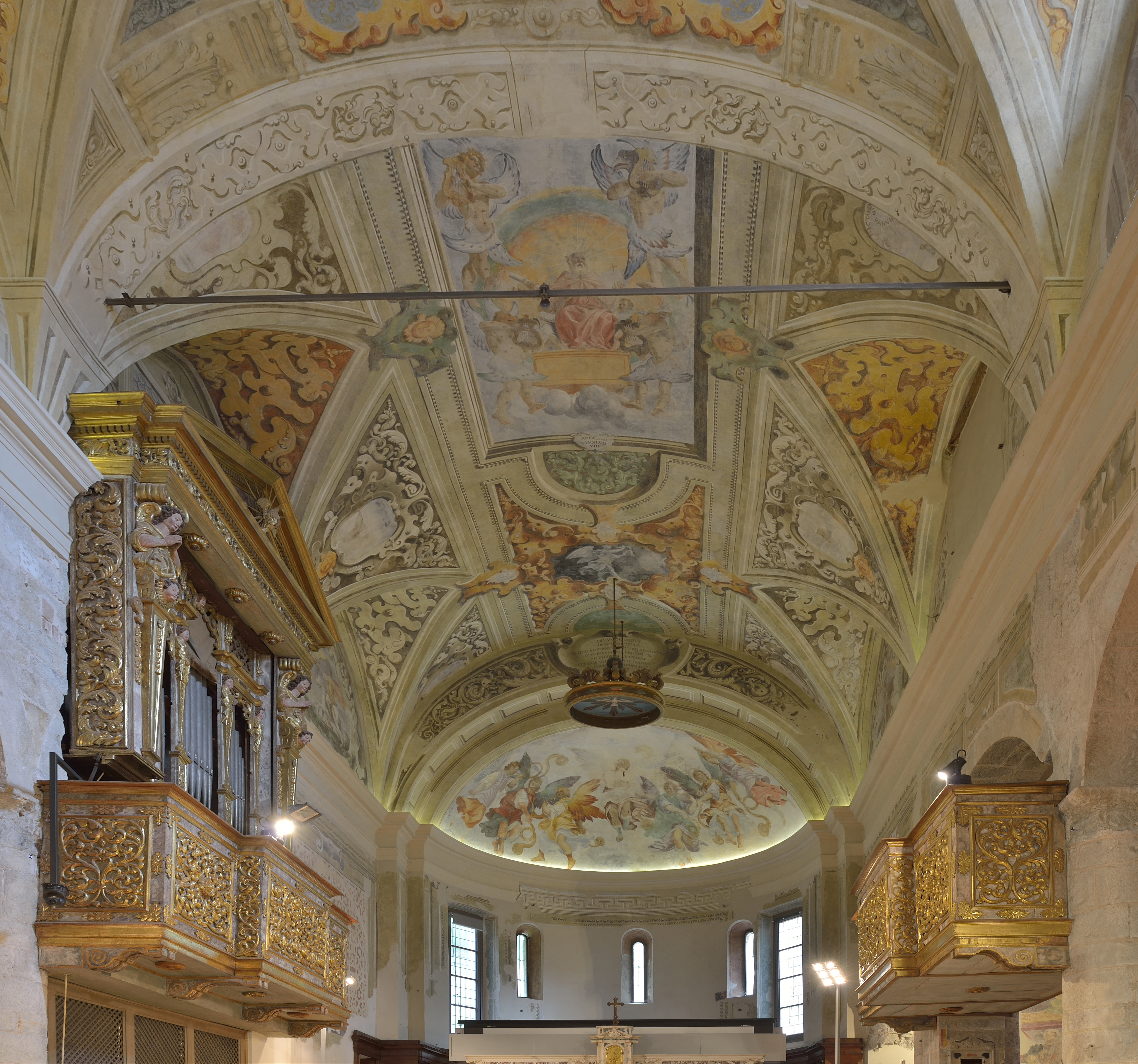
Gli affreschi della volta

L'interno della chiesa, come già accennato, è impostato su una pianta longitudinale a tre navate, senza transetto, ognuna conclusa sul fondo da un'abside. La navata nord, quella sinistra per chi guarda dall'ingresso, è stata però chiusa a livello del presbiterio su ordine di San Carlo Borromeo al fine di creare uno spazio per tenere i paramenti e si colse l'occasione per permettere l'inserimento, a lato di quest'ultimo, dell'organo e del relativo apparato meccanico. L'abside di questa navata, dunque, non è più visibile dall'aula, ma vi si può accedere mediante una porta laterale posta nel presbiterio.
Sempre lungo la navata nord (sinistra) sono state aperte le tre cappelle laterali, due minori e una maggiore centrale, la cappella Caprioli, provviste di cupola. I due colonnati che dividono la navata centrale dalle laterali sono composti, come già accennato, da una serie di pilastri in pietra di epoca romanica alternati rotodi e quadrangolari, con le caratteristiche basi del periodo provviste di "unghie" sugli spigoli e capitelli semplicissimi, alcuni di questi abrasi in epoca barocca. Come detto, i pilastri furono rivestiti, in epoca barocca, da uno strato di intonaco per renderli lisci e tutti cilindrici: durante i restauri, l'intonaco è stato tolto per recuperare le linee originali, ma un pilastro (il terzo a destra, partendo dall'ingresso) è stato risulta essere realizzato con una colonna di recupero in pietra di Botticino.
Le due navatelle laterali sono coperte da volte a crociera, mentre la navata centrale venne rifatta nel seicento con volta a botte e presenta una omogenea decorazione barocca. Il presbiterio è diviso dall'aula mediante una balaustra, senza l'utilizzo di un arco santoche probabilmente era presente all'origine. Le tre absidi sono coperte da semi-cupole sferiche. Dalla porta laterale che consente di raggiungere l'occultata abside della navata sinistra è possibile anche raggiungere le camere dove, attraverso le botole  visibili esternamente dal retro della chiesa, venivano gettati i corpi dei condannati a morte, ai quali la Confraternita dava sepoltura. Si tratta di tre piccole camere rivestite in mattoni e coperte da volte a botte, nelle quali si aprono, in sommità, le rispettive botole. Dal termine della navata destra, invece, si accede prima a un'anticamera dove è posta l'uscita per il retro della chiesa, poi alla sacrestia.

## Opere

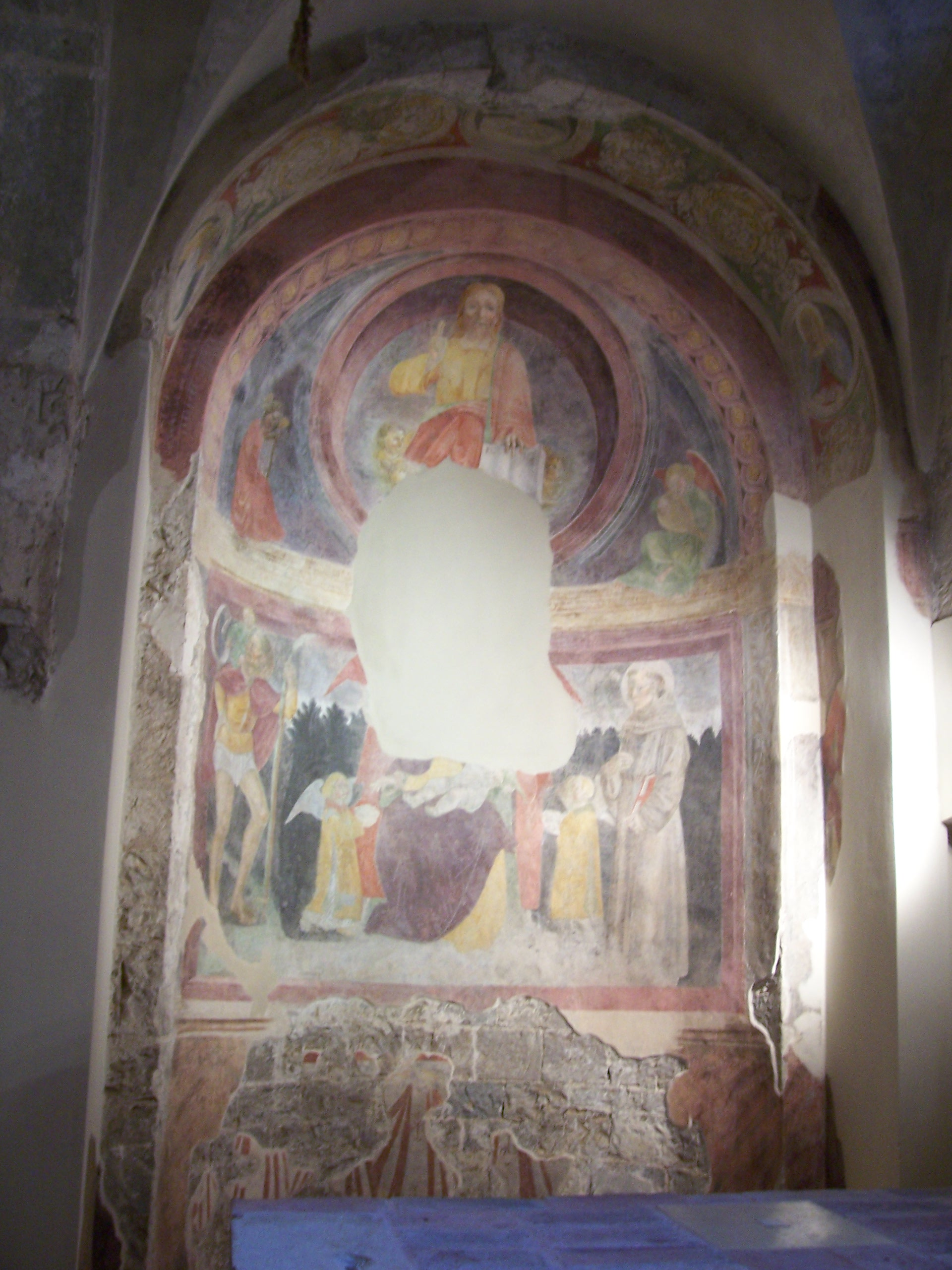
Il Cristo Pantocratore

Come già accennato, i restauri operati alla fine del Novecento hanno portato alla luce numerosi e importanti affreschi del Duecento, sparsi in vari punti della chiesa. A questi sono affiancati gli affreschi di epoca barocca, fra i quali quello che copre la navata centrale e quello dell'abside centrale. Al primo ciclo di affreschi originali appartengono:
- Un consistente frammento nella volta a crociera che copre la prima campata della navata destra, recante dei tondi contenenti immagini di Evangelisti o, più probabile, Profeti.
- Estese e perfettamente conservate immagini di Santi sulle varie facce del penultimo pilastro dall'ingresso di entrambe le navate, raffiguranti Sant'Antonio abate, Madonna con Gesù Bambino e un Angelo e Santa Caterina d'Alessandria. Santa Caterina e Sant'Antonio abate si ritiene siano state dipinte dalla stessa mano, intorno al 1512-1515 e l'ultima dovrebbe essere la figura di sant'Antoio, dipinta da un anonimo Maestro Giovanni come Ex voto per essere sopravvissuto alla peste successiva al sacco di Brescia di Foix
- Un completo ciclo di affreschi nell'abside che conclude la navata destra, dominato dalla figura del Cristo Pantocratore nella semi-cupola che copre l'abside.
- Una rara rappresentazione di Sant'Anna Metterza e la Madonna in trono con Gesù Bambino nella semi-cupola che copre l'abside della navata sinistra, coerentemente specchiato con l'opposto Cristo Pantocratore.
- Una Figurina orante dipinta nella strombatura della monofora centrale dell'abside principale raffigura un personaggio con abito notarile del primo Trecento.Si ritiene, vista la raffigurazione ed in particolare gli abiti che ai tempi definivano lo status sociale, che la figura orante sia un mercante che avrebbe fatto una donazione alla chiesa in cambio della propria raffigurazione.
- Numerosi, spesso piccoli frammenti emersi durante i restauri in vari punti della chiesa, soprattutto lungo il muro della navata destra, rimasto intatto durante i rifacimenti barocchi.

Risalgono al Quattrocento, come già detto, i resti della Crocifissione conservati nella cappella esterna, sul retro della chiesa.
La primitiva bellissima pala di gusto gotico internazionale della chiesa, rappresentante San Giorgio su cavallo bianco che uccide il drago per difendere una leggiadra dama, è conservata nella Pinacoteca Tosio-Martinengo. 
Appartenenti all'epoca seicentesca e settecentesca sono invece:
- L'intera decorazione della volta centrale, opera di Pompeo Ghitti, corredata da finte architetture realizzate da Pietro Sorisene.
- I Sette Angeli dell'Apocalisse sulla volta absidale, opera di Ottavio Amigoni della metà del Seicento;
- Il Padre Eterno con il libro sigillato circondato da quattro esseri viventi coperti d'occhi nel riquadro centrale della volta della navata maggiore, sempre opera di Amigoni-Avanzi;
- L'affresco centrale nella volta della sacrestia raffigurante Cristo trionfante con i quattro EvangelistiAgostino Avanzi

### Opere già nella chiesa

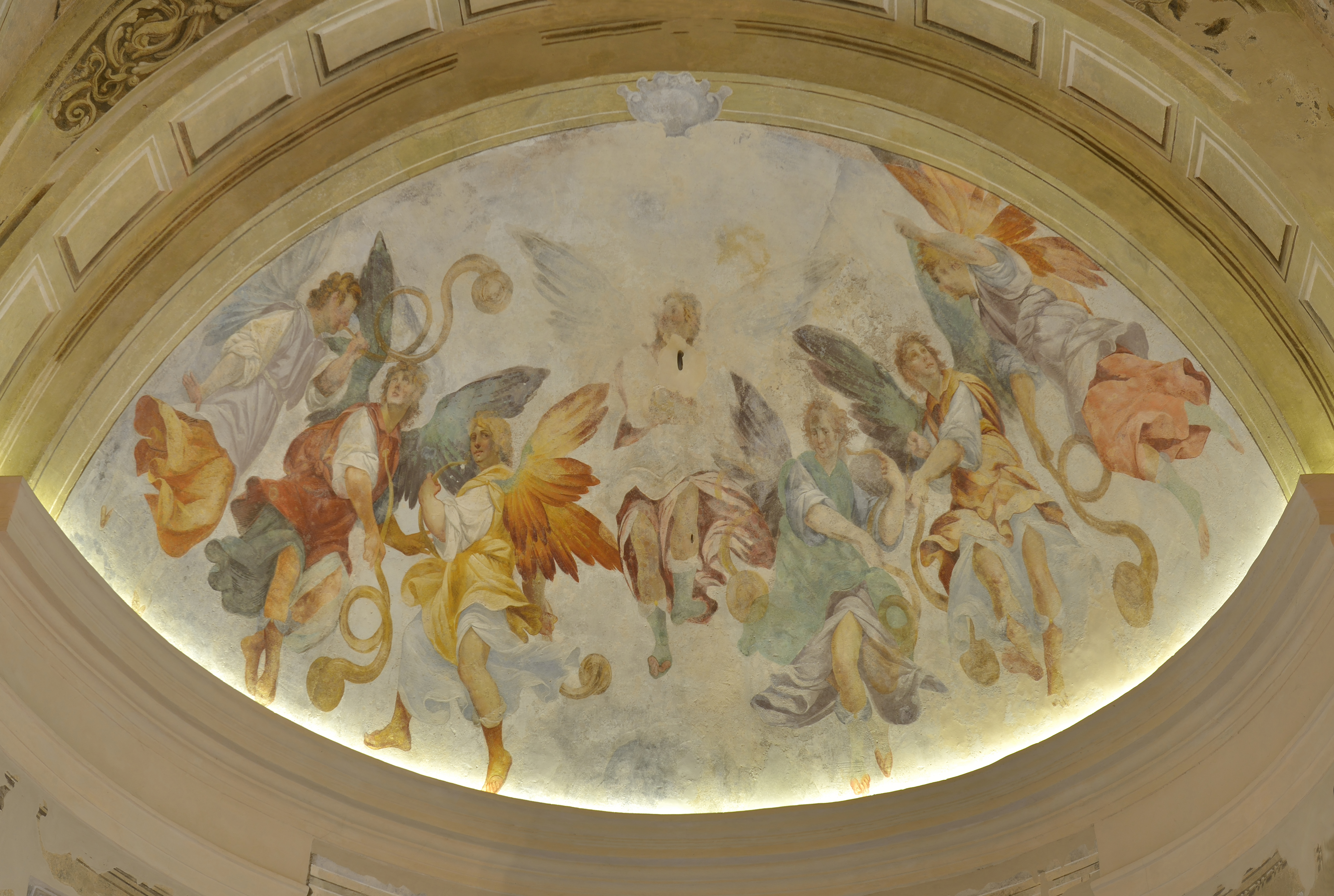
I Sette Angeli dell'Apocalisse sulla volta absidale della chiesa, opera di Ottavio Amigoni

Le numerose tele un tempo conservate nella chiesa e oggi al Museo Diocesano di Brescia, fra le quali spiccano le Storie di San Giorgio che uccide il Drago e Il martirio di San Giorgio di Pompeo Ghitti e la pala dell'altare maggiore di Giovanni Battista Pittoni, realizzata nel 1737. Altre opere oggi in altre sedi sono:
- Pietro Scalvini, San Luigi Gonzaga adora il Crocifisso, 1753 (?), chiesa dei Santi Faustino e Giovita, Brescia.

## Organo
Sulla cantoria in Cornu Evangelii, collocata lungo la parete sinistra della navata centrale in prossimità del presbiterio, si trova un antico organo Antegnati risalente al XVI secolo e più volte rimaneggiato da vari organari, fra cui Giovanni Tonoli, sino a raggiungere le caratteristiche attuali. Quindi, lo strumento presenta un'unica tastiera di 50 note con prima ottava scavezza e una pedaliera a leggio di 18, anch'essa con prima ottava scavezza; la trasmissione è integralmente meccanica. 

## Galleria d'immagini

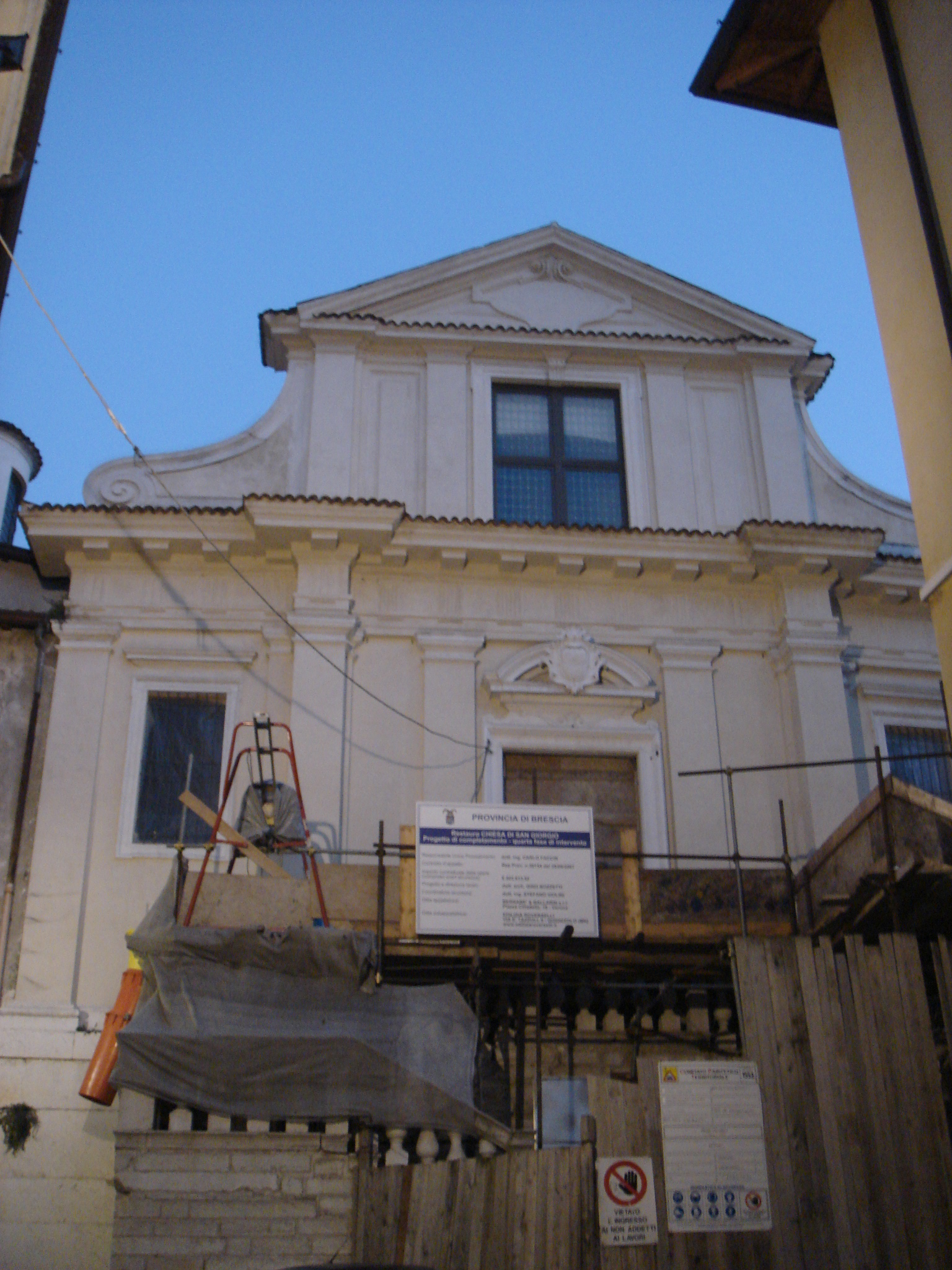
La chiesa nel 2007 durante i restauri
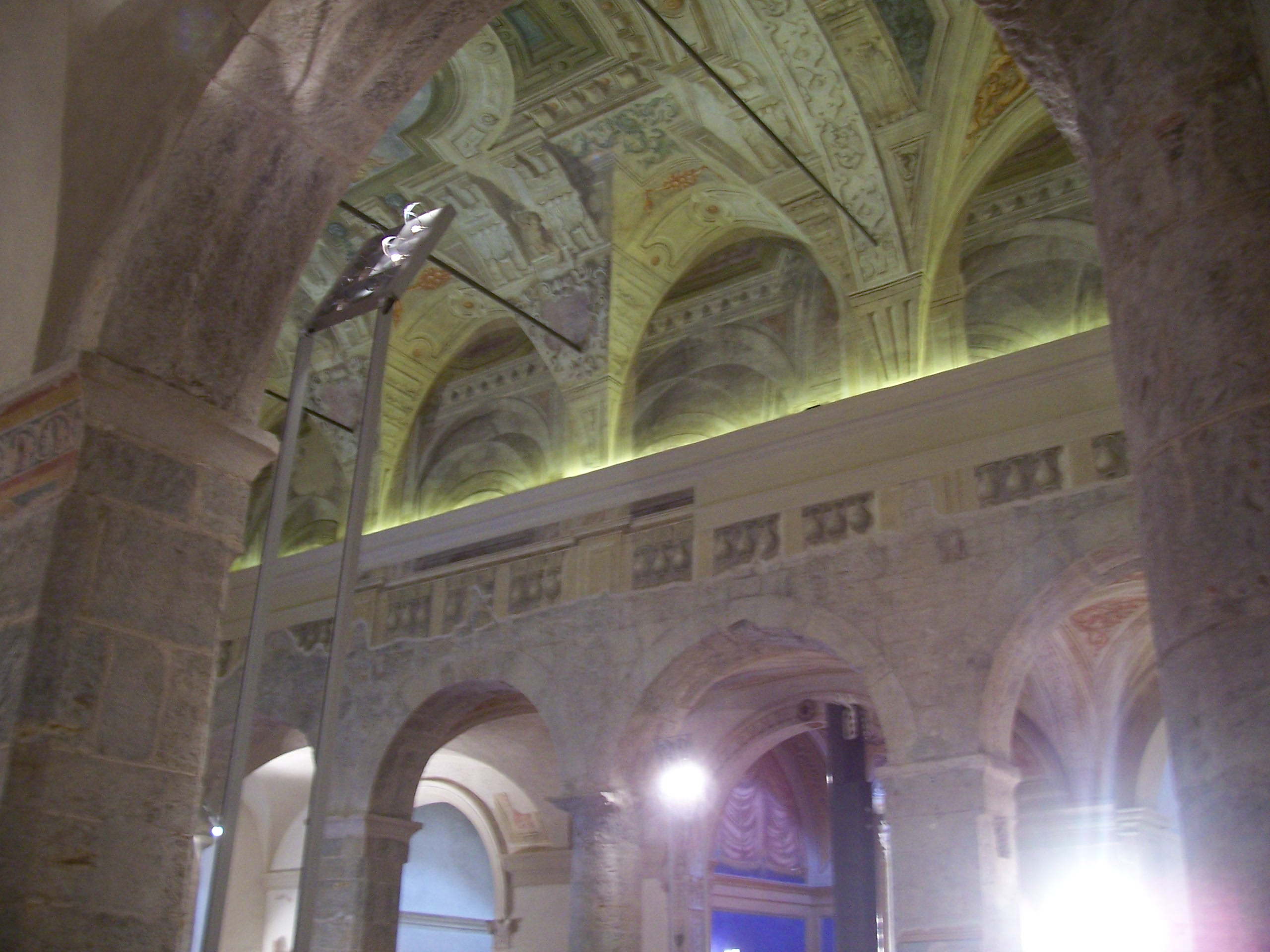
L'interno della chiesa
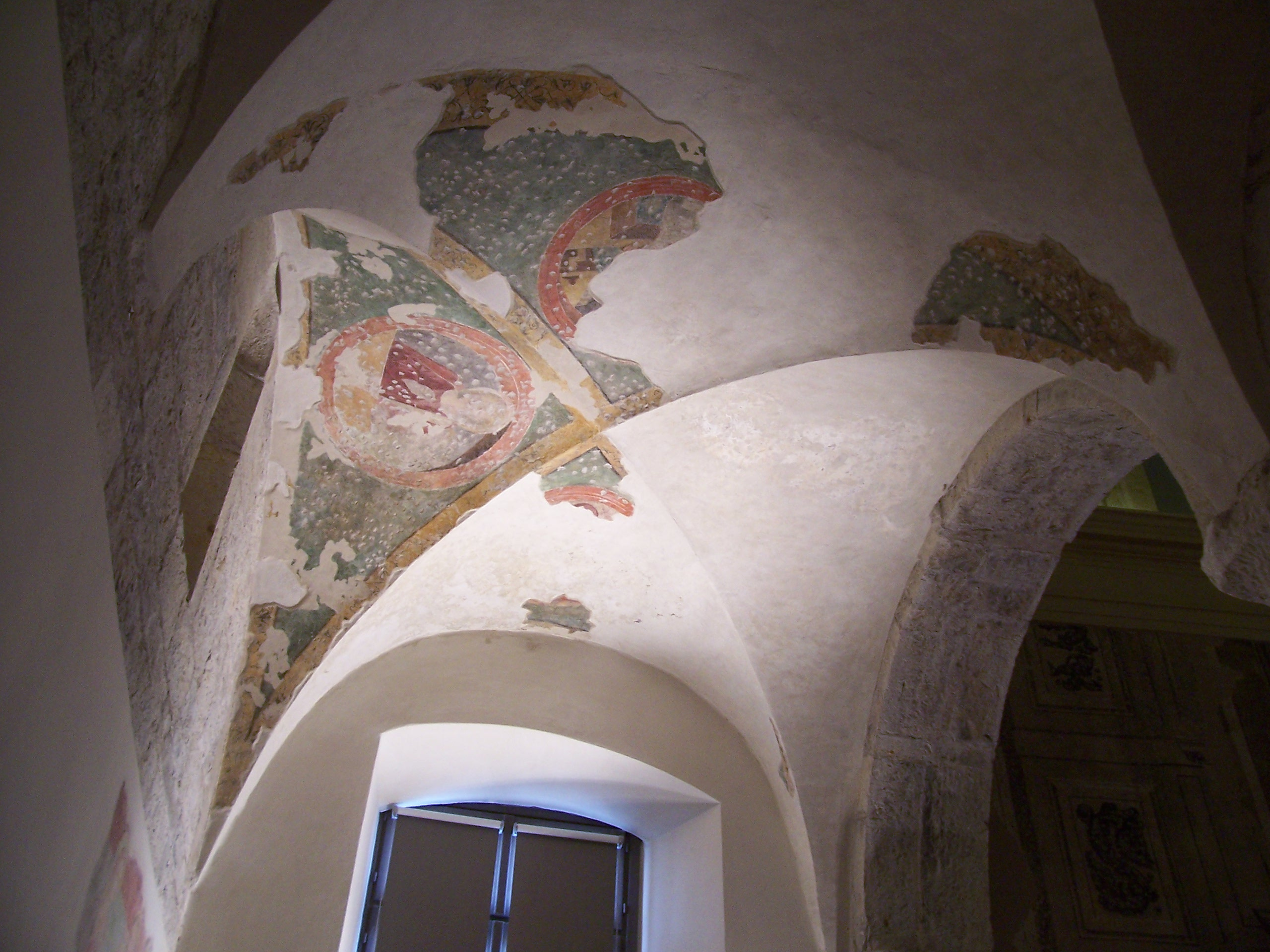
I frammenti di affreschi nella navata destra
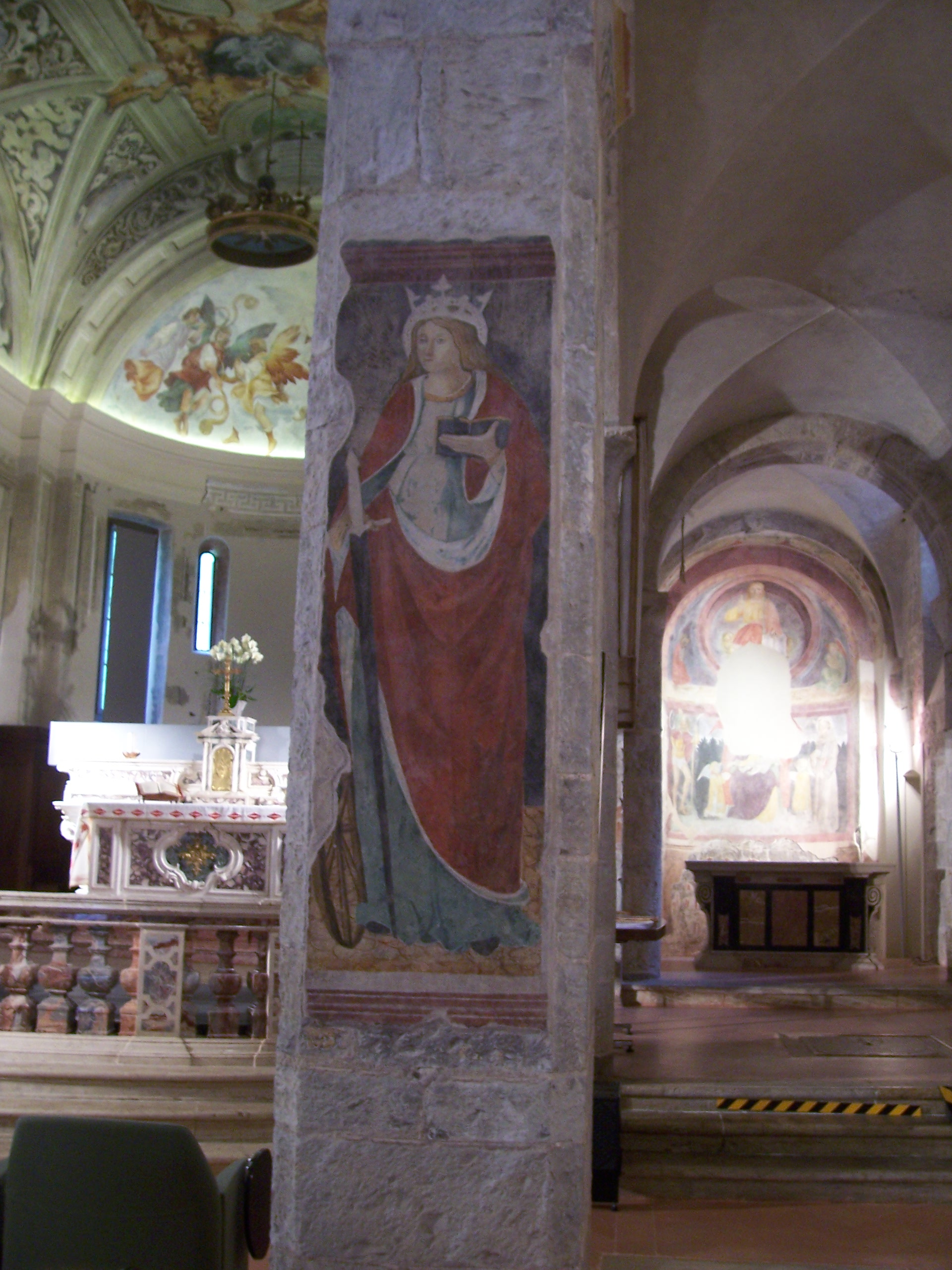
Santa Caterina d'Alessandria. Sullo sfondo, il Cristo Pantocratore
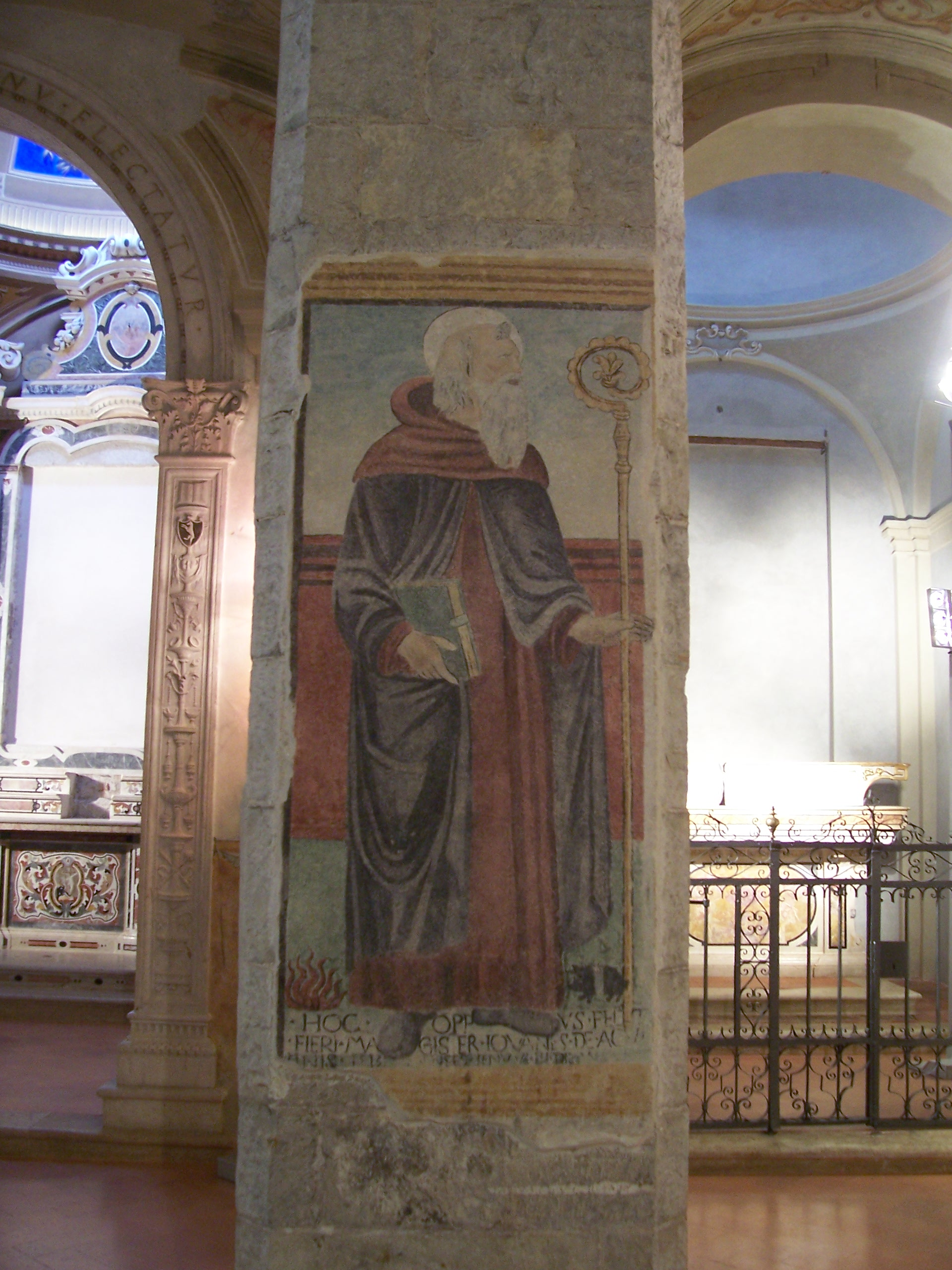
Sant'Antonio abate
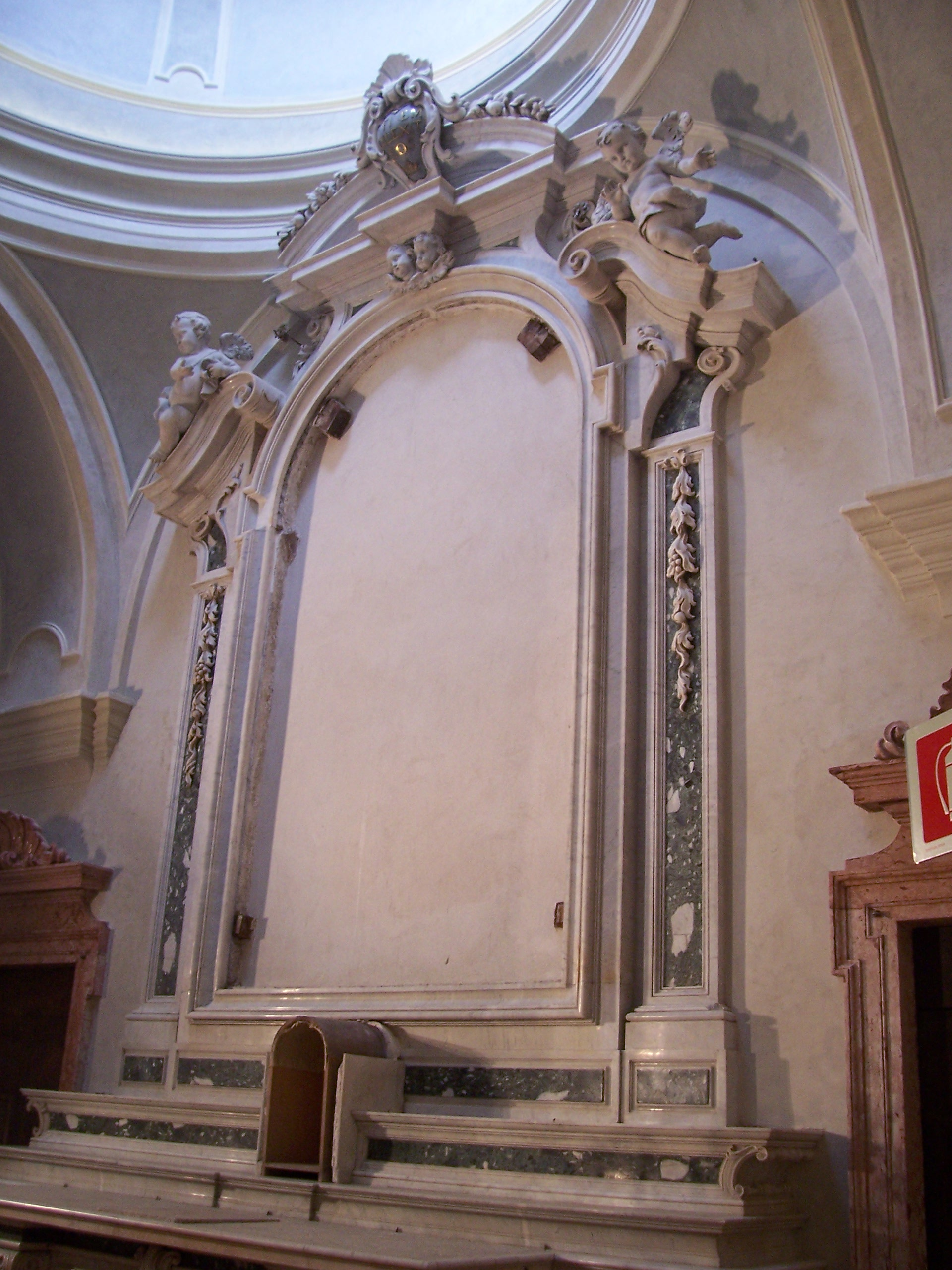
L'altare della cappella laterale centrale. Notare l'assenza della pala
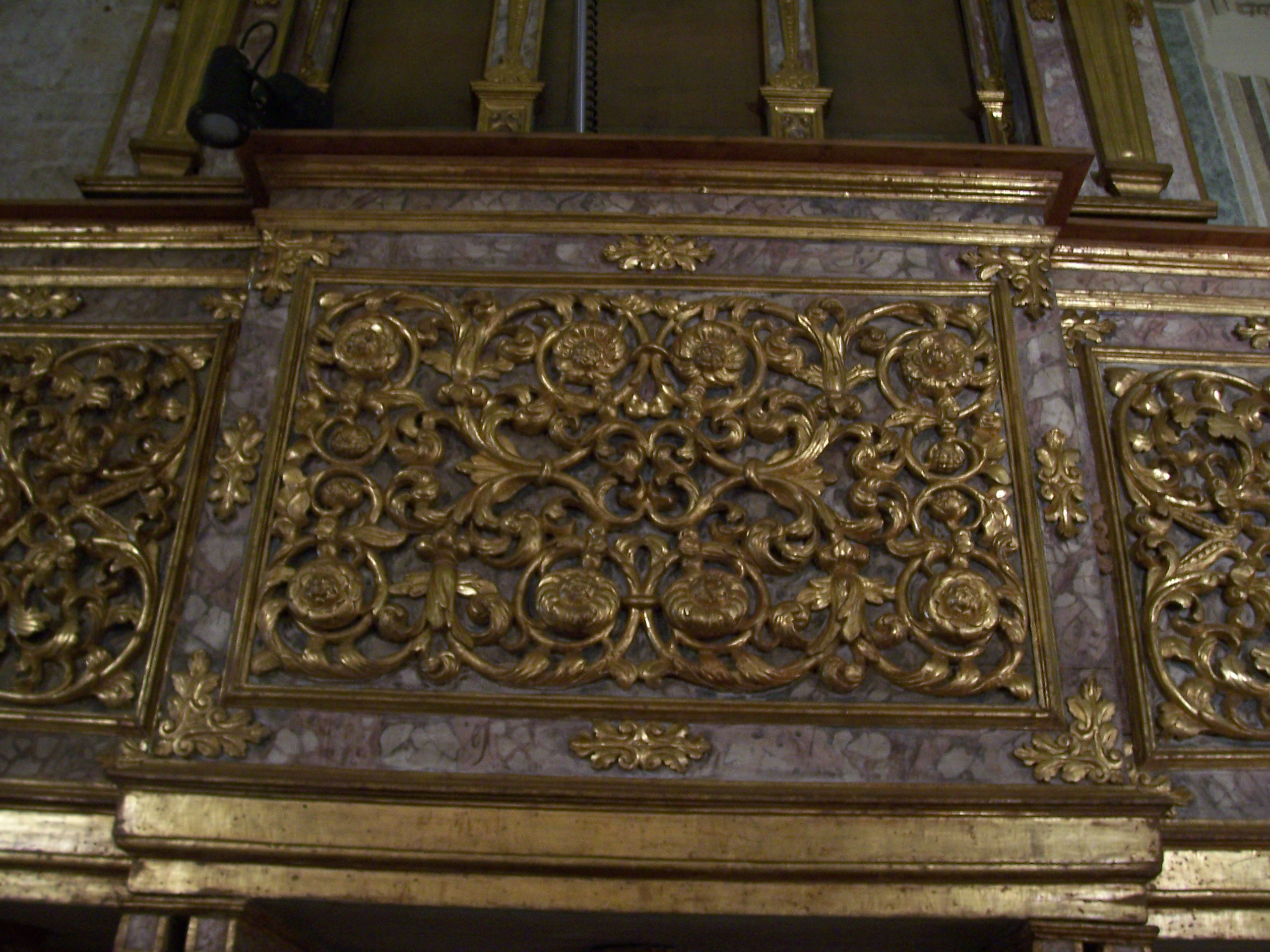
La cantoria speculare all'organo
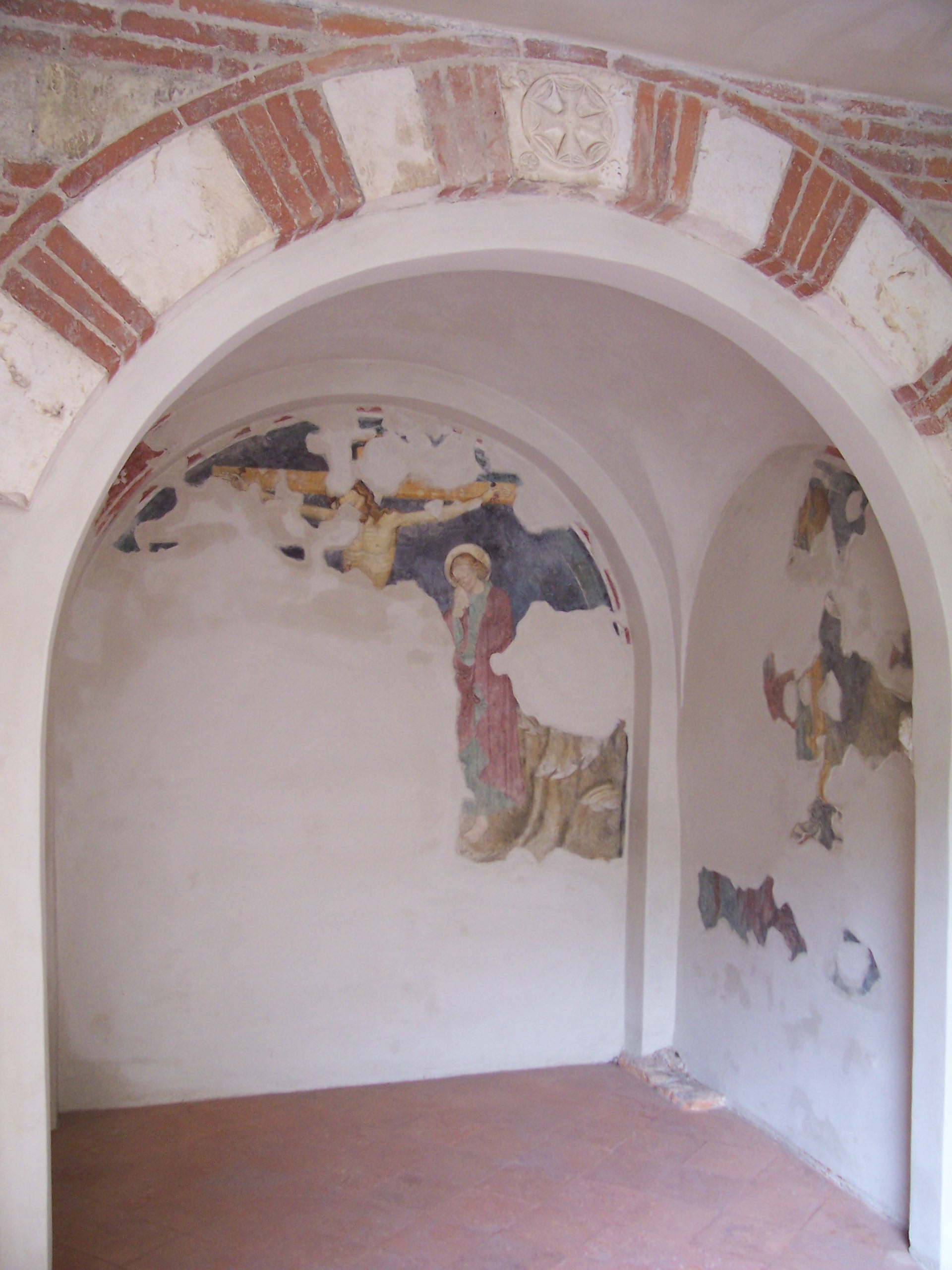
La cappella esterna quattrocentesca con i frammenti della Crocifissione
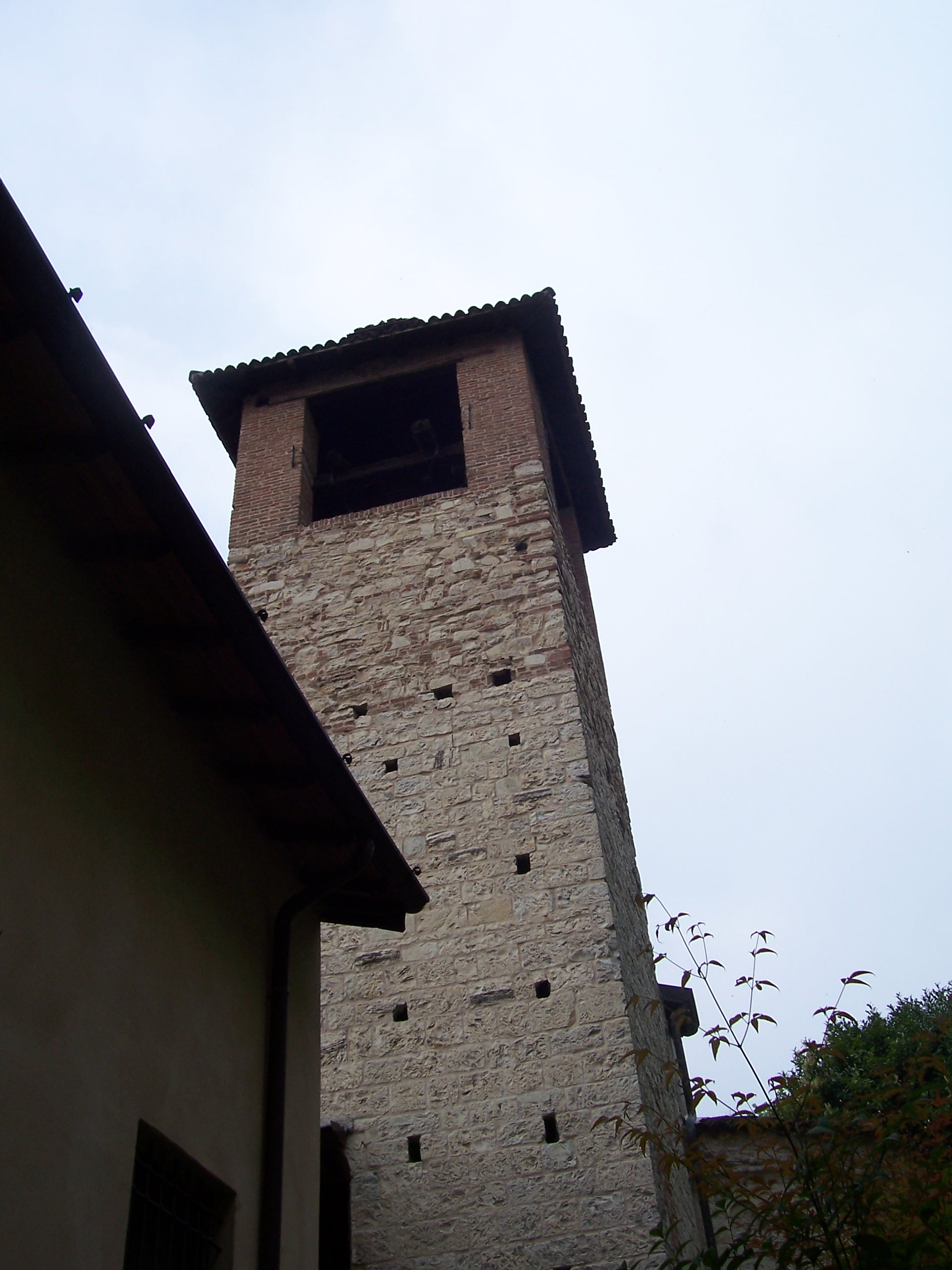
Il campanile duecentesco
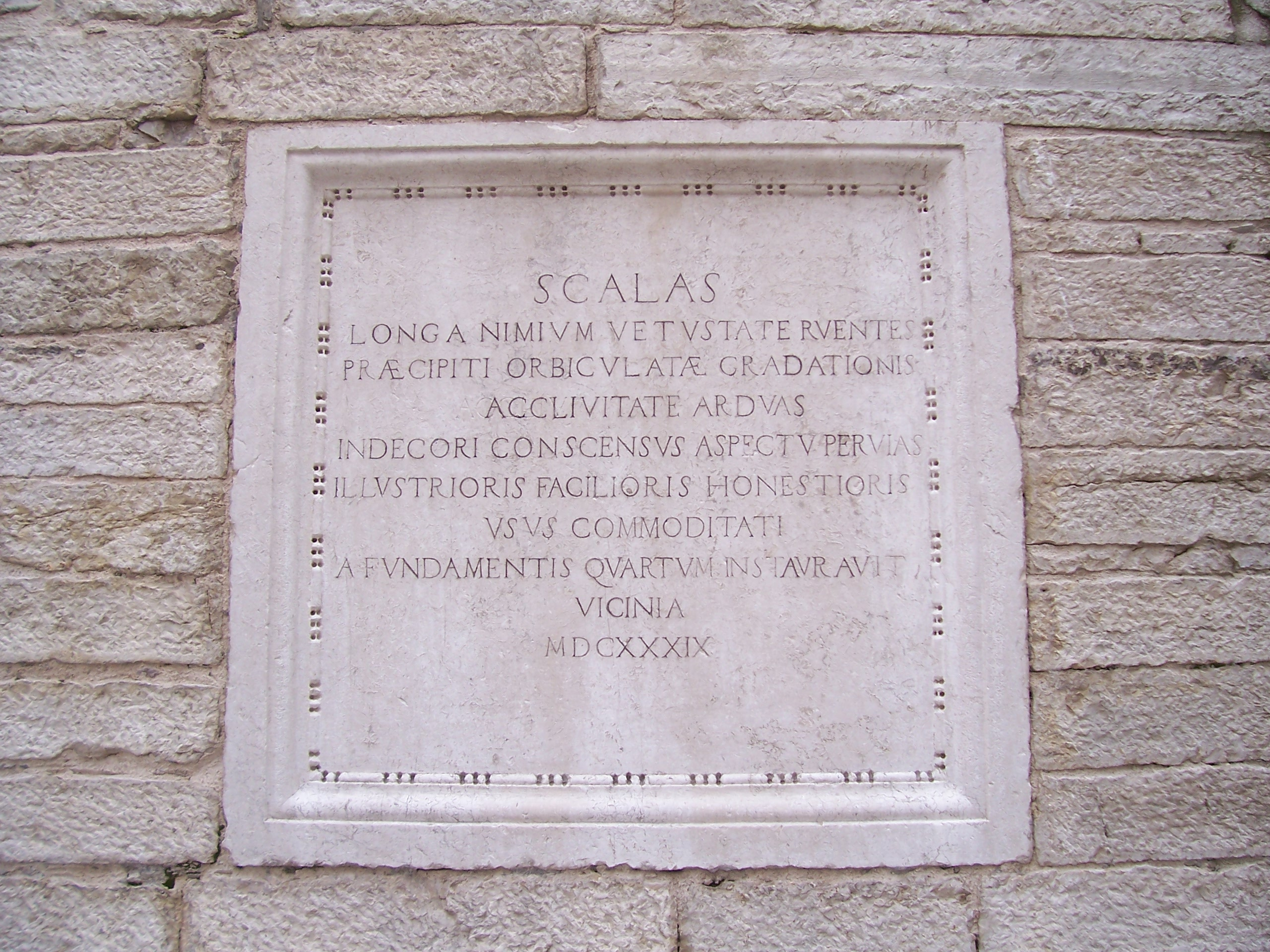
La targa posta al centro della scalinata esterna
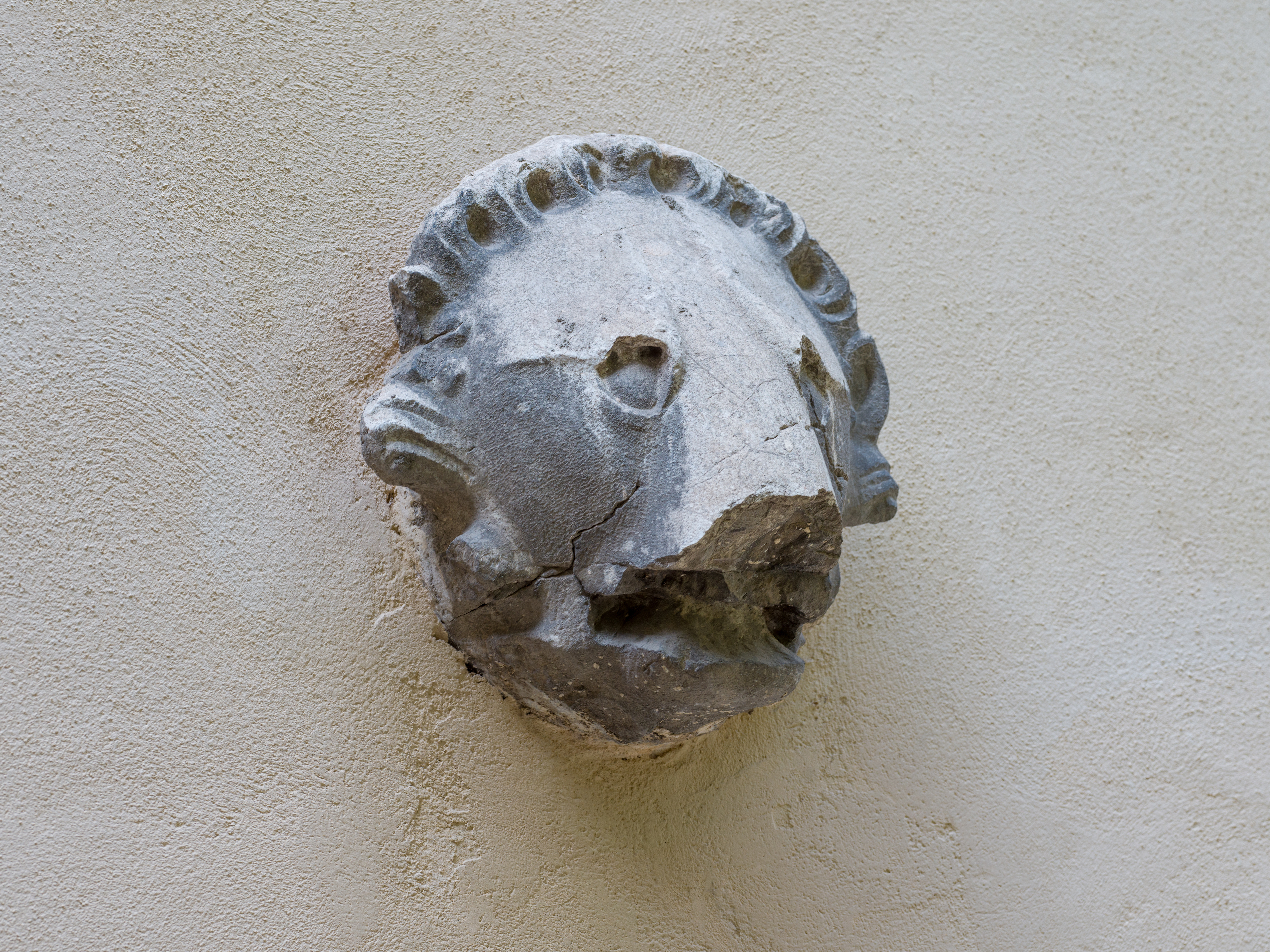
Maschera sul retro della chiesa
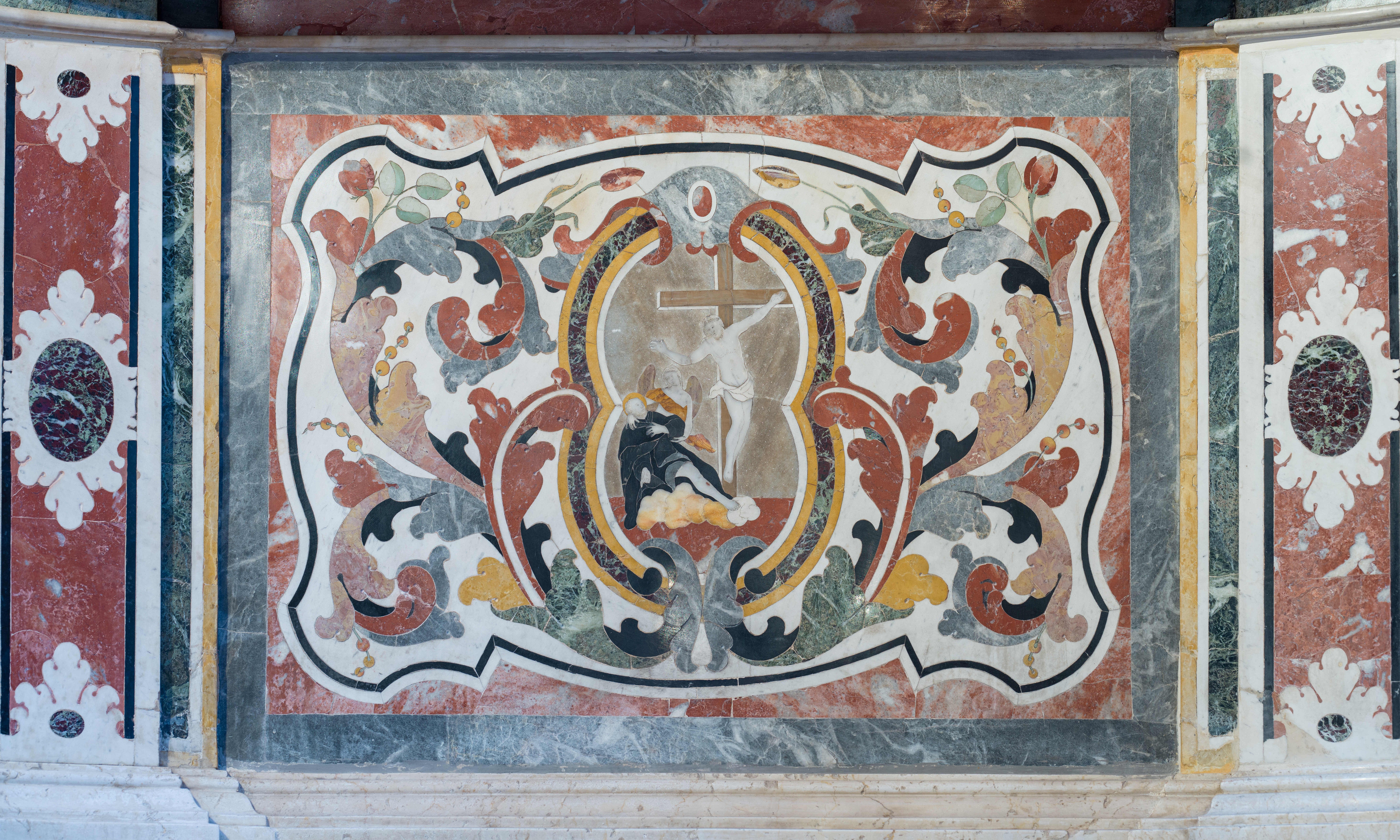
Paliotto in scagliola di un altare
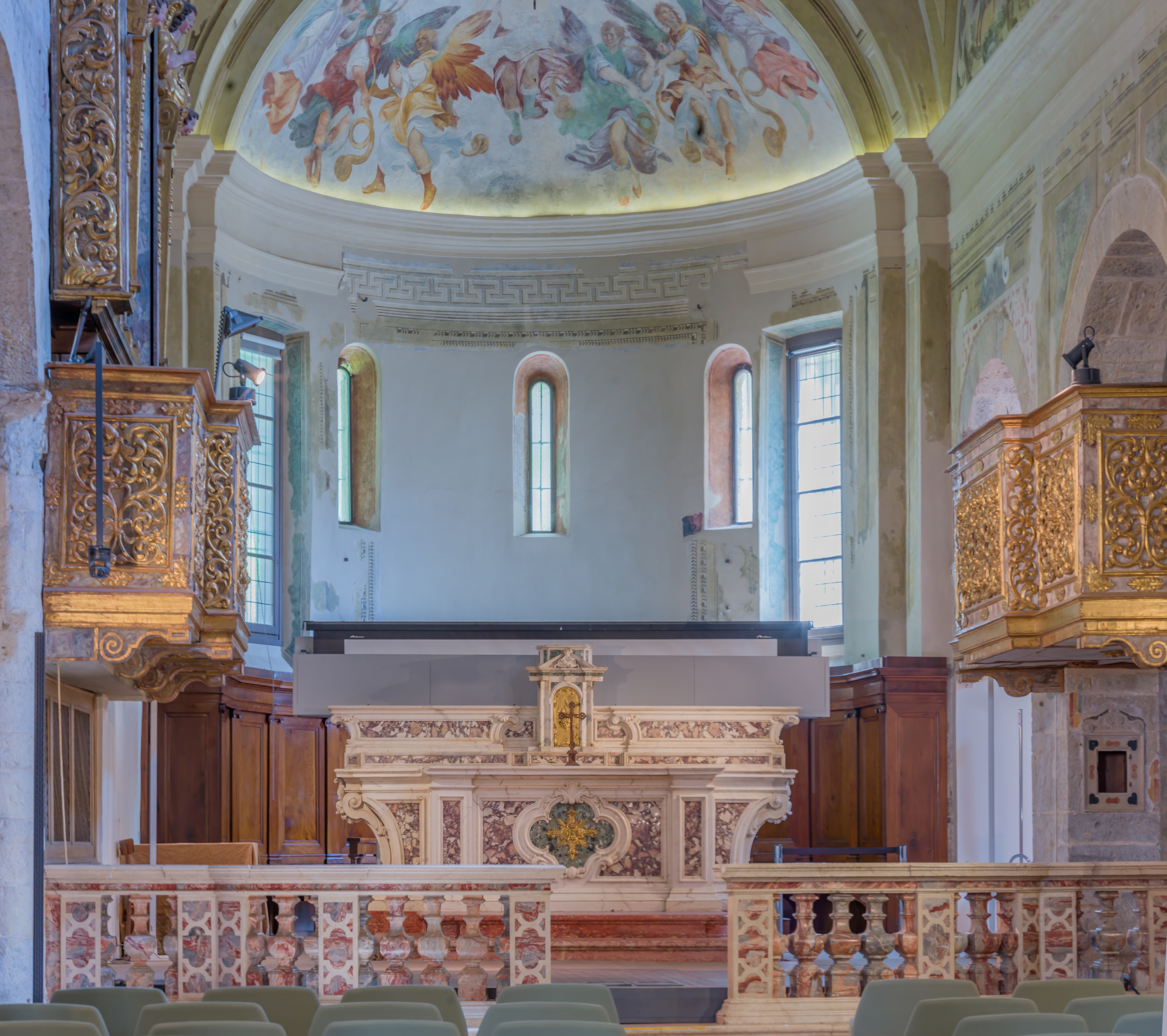
L'abside della chiesa
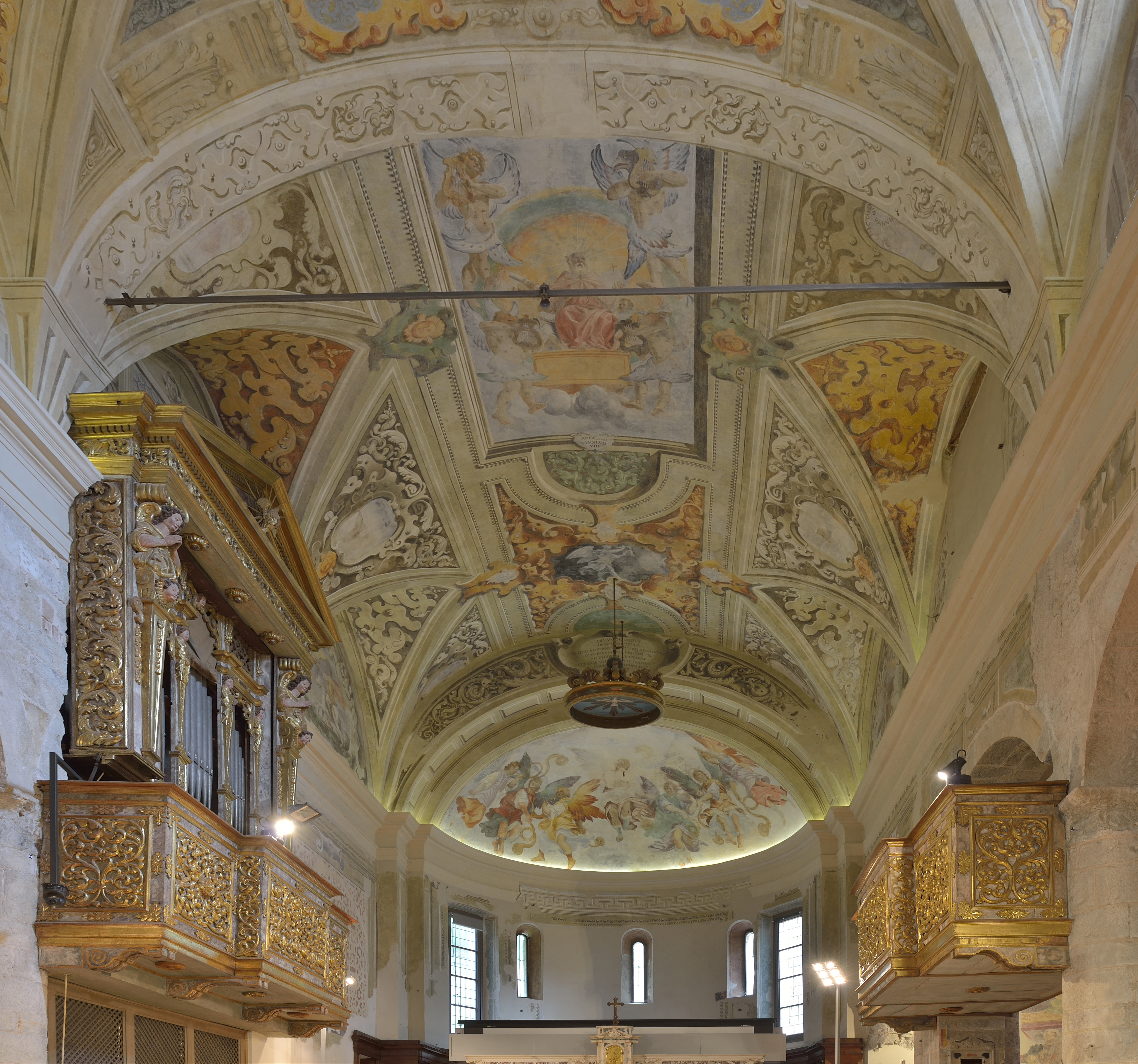
L'interno della navata centrale e gli affreschi